# Why Me?
Pour le film d'animation, voir Pourquoi moi?.
Chansons représentant l'Irlande au Concours Eurovision de la chanson
Could It Be That I'm In Love
(1991) In Your Eyes
(1993)
Chansons ayant remporté le Concours Eurovision de la chanson
 Fångad av en stormvind
(1991)  In Your Eyes
(1993)
Why Me? (Pourquoi moi ?) est la chanson gagnante du Concours Eurovision de la chanson 1992, interprétée par la chanteuse irlandaise Linda Martin. C'est la 4e victoire de l'Irlande à l'Eurovision et la première d'une série de 3 victoires consécutives.

## À l'Eurovision
Elle est intégralement interprétée en anglais, langue nationale, comme l'impose la règle entre 1976 et 1999.